# Цитотехнологія

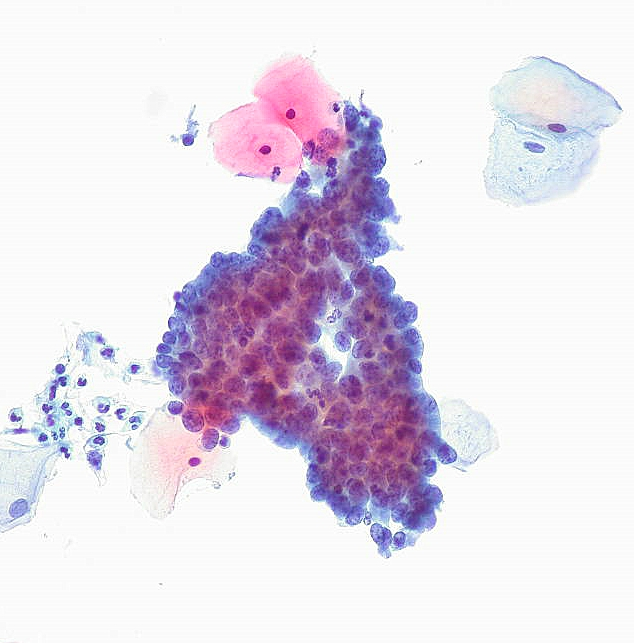
Цитологічний зразок, за яким був діагностований рак шийки матки

Цитотехнологія (від грец. κύτος, латинізоване «цитос» — порожнина, вмістилище, тут: «клітина», грец. τεχνη — мистецтво, майстерність і грец. λόγος — слово, знання) — мікроскопічна інтерпретація клітини для виявлення раку та інших патологій.

## Методи і технологія досліджень
Цитотехнологія — відносно нова галузь біологічних досліджень. Вона використовує різні методи, насамперед, методи виділення клітин з організму і перенесення їх на поживні середовища. Там клітини продовжують жити і розмножуватися. Культури таких клітин можна застосовувати не тільки для наукових експериментів, але й у виробництві. Зокрема, це значно знижує собі вартість лікарських препаратів та зберігає природні ресурси.
Технологія включає в себе вивчення зразків, узятих з шийки матки (див. Тест Папаніколау), легень, шлунково-кишкового тракту або порожнини тіла. Зразки оцінюють фахівці-медики відповідних спеціалізацій. У деяких лабораторіях комп'ютер виконує початкову оцінку, виділивши слайди, області, які можуть становити особливий інтерес для подальшого розгляду. Аномальні зразки для остаточної інтерпретації розглядають фахівці-медики, патологоанатоми .

## Сертифікація технологій цитологічних досліджень
У різних країнах існують різні вимоги до сертифікації і стандартів для цитотехнологій. Так, у США існують два шляхи для сертифікації, після одержання ступеня бакалавра, слухачі відвідують акредитовані програми в цитотехнологіях, які тривають 1 рік. Основи цитотехнологій можуть бути розглянуті і в рамках бакалаврату. Після успішного завершення будь-якого з цих шляхів, ви маєте право брати сертифікаційні іспити, пропоновані Американським товариством з клінічної патології.

## Інтернет-ресурси
- American Society for Cytotechnology website
- Лабораторія цитотехнології: наукові напрямки, публікації, досягнення[недоступне посилання з липня 2019]